# Rádio Cultura (Ucrânia)
Rádio Cultura (em ucraniano: Радіо Культура romanizado: Radio Kul'tura), também conhecida como UR-3, é a terceira estação de rádio da Rádio Ucrânia, que por sua vez faz parte da Suspilne. A estação transmite um formato cultural e educacional, apresentando programas relacionados a tópicos como teatro, literatura, música clássica, educação e ciência, história, artes visuais, arquitetura, tradições, etc.

## História e perfil

Logotipo de 2017 a 2022.

A Rádio Cultura começou a transmitir em 1º de janeiro de 2003 com sua programação consistindo até hoje em notícias e assuntos atuais, programação científica e cultural, artística e educacional, voltada para o maior público possível. Diariamente, a estação transmite arquivos das coleções da Rádio Ucrânia, bem como estreias de peças de rádio produzidas pela equipe editorial de teatro da rádio. Ela também tem uma ampla linha musical: música religiosa, “clássicos eternos”, música sinfônica e canções folclóricas.
A Rádio Ucrânia, por meio da Rádio Cultura, é uma das participantes mais ativas do programa de intercâmbio Euroradio da União Europeia de Radiodifusão. Como parte desse programa, em 2019, as gravações da Rádio Ucrânia, incluindo as da Orquestra Sinfônica da Rádio Ucraniana, foram tocadas mais de 300 vezes em estações de rádio públicas em todo o mundo.
Desde 2017, a Radio Culture reviveu o conceito de dramas de rádio na Ucrânia. Em 2018, realizou o concurso “UA/UK Radio Drama” com o British Council e o Mystetskyi Arsenal.
Com a criação do Suspilne, em 2017, 21 novos programas surgiram na Rádio Cultura. O logotipo atual foi implementado em maio de 2022, herdando o roxo do semicírculo de seu antecessor.